# Centralia (Washington)
Centralia is een plaats (city) in de Amerikaanse staat Washington, en valt bestuurlijk gezien onder Lewis County.

## Demografie
Bij de volkstelling in 2000 werd het aantal inwoners vastgesteld op 14.742.
In 2006 is het aantal inwoners door het United States Census Bureau geschat op 15.597, een stijging van 855 (5,8%).

## Geografie
Volgens het United States Census Bureau beslaat de plaats een oppervlakte van
19,3 km², waarvan 19,2 km² land en 0,1 km² water. Centralia ligt op ongeveer 54 m boven zeeniveau.

## Plaatsen in de nabije omgeving
De onderstaande figuur toont nabijgelegen plaatsen in een straal van 16 km rond Centralia.

## Geboren
- Merce Cunningham (1919-2009), choreograaf